# Pilibangan
Pilibangan är en ort i Indien.   Den ligger i distriktet Hanumangarh och delstaten Rajasthan, i den nordvästra delen av landet, 300 km väster om huvudstaden New Delhi. Pilibangan ligger 179 meter över havet och antalet invånare är 36 755.
Terrängen runt Pilibangan är mycket platt. Runt Pilibangan är det ganska tätbefolkat, med 160 invånare per kvadratkilometer. Trakten runt Pilibangan består till största delen av jordbruksmark.